# Callionymus sanctaehelenae
Callionymus sanctaehelenae é uma espécie de peixe da família Callionymidae.
É endémica de Santa Helena (território).